# Edificios Lincoln y Vogar

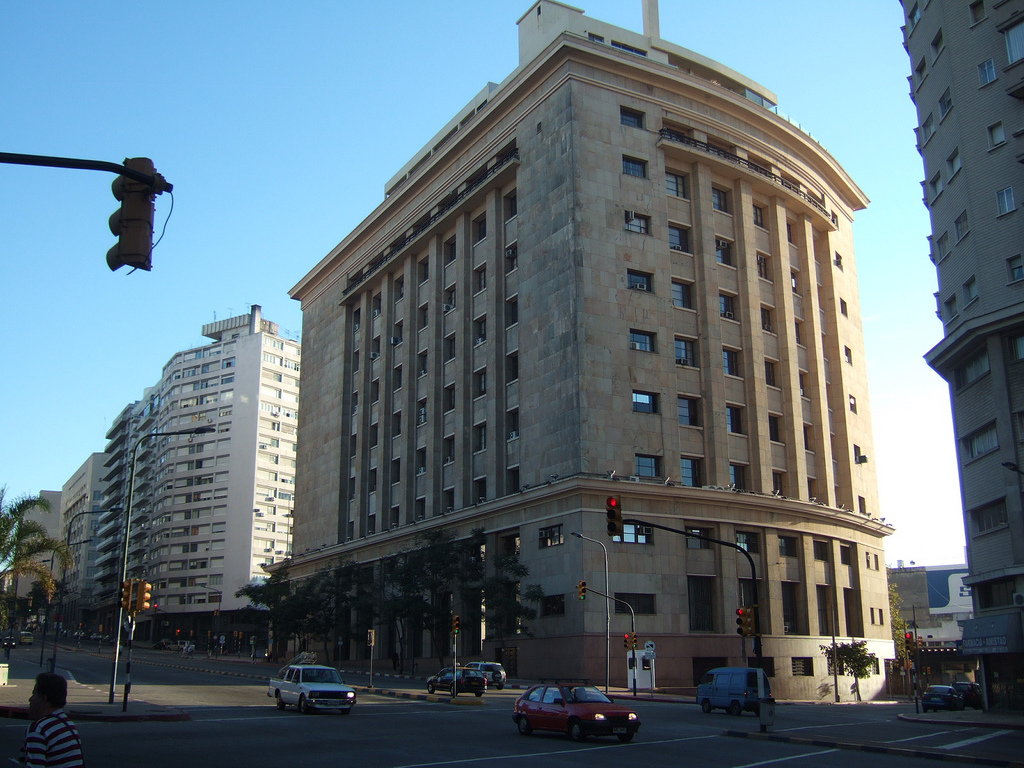
Edificios Lincoln y Vogar (links) neben dem ANCAP-Gebäude (Mitte)

Die Edificios Lincoln y Vogar sind ein Bauwerk in der uruguayischen Landeshauptstadt Montevideo.
Die aus den Gebäudeteilen Lincoln und Vogar zusammengesetzten Edificios Lincoln y Vogar wurden 1948 (Lincoln) bzw. 1956 (Vogar) errichtet. Sie befinden sich im Barrio Centro an der Avenida Libertador Brig. Gral. Juan A. Lavalleja 1513–1521 (Lincoln) und 1525–1531 (Vogar), Ecke Avenida Uruguay. Als Architekt des als Wohnappartement- und Bürohaus konzipierten Gebäudekomplexes zeichnete Ricardo Fernández Lapeyrade verantwortlich.
In einer Liste des Instituto de Historia de la Arquitectura (IHA) ist das Gebäude mit der Empfehlung des Schutzes als Bien de Interés Municipal versehen.